# Badoere
Badoere is een plaats (frazione) in de Italiaanse gemeente Morgano.